# La Victoria de Acentejo
La Victoria de Acentejo es un municipio perteneciente a la provincia de Santa Cruz de Tenerife, en la isla de Tenerife —Canarias, España—.
La Victoria de Acentejo fue el lugar donde finalizó la conquista de las islas Canarias, produciéndose el 25 de diciembre de 1495 la última batalla entre guanches y castellanos que tuvo lugar en el archipiélago (la Segunda batalla de Acentejo). Por este motivo, en 2014 el municipio fue declarado Villa Histórica por el Gobierno de Canarias.
La capital municipal se localiza en el casco urbano homónimo, situado a 385 m s. n. m. El municipio presenta un paisaje eminentemente rural, dedicado al cultivo del cereal, la viña y, en la parte baja del municipio, la platanera. Al igual que en el resto de la comarca, la producción vitivinícola es importante, destacando en su elaboración el vino tinto.

## Toponimia

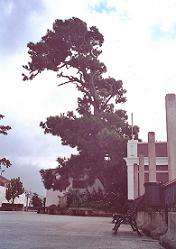
Pino Histórico de La Victoria de Acentejo, bajo el cual concluyó la Conquista de Canarias el 25 de diciembre de 1495

El nombre municipal proviene del de su capital administrativa, que a su vez procede del recuerdo de la segunda batalla de Acentejo, lucha final entre los invasores castellanos y los guanches en el siglo xv, en la que los europeos vencen a los guanches.
Durante los siglos xvi y xvii el lugar era conocido simplemente como Acentejo o Centejo, término con el que los guanches designaban la zona y que significa según algunos investigadores 'resonancia continua'.
El 27 de junio de 1916 se incorpora a la denominación de La Victoria el apelativo «de Acentejo» por Real Decreto, para diferenciarlo de otros pueblos homónimos.

## Símbolos

### Escudo
El escudo heráldico del municipio fue aprobado por el Gobierno de Canarias por Orden de 16 de marzo de 1987, siendo su descripción la que sigue: «Escudo partido; primero, de plata, el pino de sinople; segundo, de gules, una espada de plata encabada de oro y un banot guanche, colocados en aspa y cargados, en situación de palo, de una rama de olivo de plata. Al timbre Corona Real cerrada.»
El pino hace alusión al ejemplar centenario que se encuentra en la localidad y bajo el que se dio misa tras la segunda batalla de Acentejo, el 25 de diciembre de 1495. La espada y el banot o lanza cruzados simbolizan la batalla, y la rama de olivo la paz conseguida tras ella.
El pleno del Ayuntamiento de La Victoria, en pleno celebrado el 29 de julio de 2014, aprobó la modificación del escudo para incorporar una «banda inferior amarilla con el texto Villa Histórica».

### Bandera
La bandera municipal fue aprobada por Orden del Gobierno de Canarias el 12 de agosto de 2005, constando de un «paño rectangular de seda, tafetán, raso, lanilla, fibra sintética, según los casos, con la proporción de 2/3, de color verde con un triángulo isósceles de color blanco, cuya base es del ancho de la bandera, y se apoya sobre el extremo del paño situado al asta, y cuyo vértice finaliza en el centro del paño situado al batiente. Si la bandera ostentara el escudo heráldico municipal, éste se colocará sobre la parte del paño correspondiente al triángulo isósceles blanco, dentro de sus márgenes, y con una dimensión máxima de 2/3 de la altura del paño.»
El color verde representa los pinares del municipio y el blanco la nieve de sus cumbres en invierno. Además, el diseño recuerda a la equipación que viste el Club de Lucha Victoria, verde con una franja blanca en ángulo, y por tanto alude al arraigo de este deporte en el municipio.

## Geografía
Se extiende por el sector norte de la isla, limitando al este con La Matanza de Acentejo, al oeste con Santa Úrsula, al sur con Candelaria, y al norte con el océano Atlántico. Su forma se asemeja a la de un trapecio, con la base menor orientada hacia el mar y la mayor hacia la Cordillera Dorsal de la isla.
Posee una superficie de 18,36 km², ocupando el 28.º puesto de la isla y el 49.º de la provincia.
La cota máxima del municipio se alcanza en el sitio denominado Lomo Custodio, a 1755 m s. n. m.

### Orografía
El relieve es muy accidentado, presentando las pendientes un grado de inclinación del 10 al 30 %.

### Hidrografía
La orografía de La Victoria está surcada por numerosos barrancos, siendo los de mayor entidad el barranco de Acentejo o de San Antonio, límite con el municipio de La Matanza, el Barranco Hondo o del Infierno, que lo divide de Santa Úrsula, y el barranco del Chupadero.

### Clima
El clima de La Victoria presenta las características propias de la vertiente de barlovento de Tenerife, producto de la dinámica atmosférica general propia de Canarias y de factores locales como el relieve, la altitud, la orientación y la exposición a los vientos dominantes.
| Parámetros climáticos promedio de La Victoria de Acentejo (1991-2021) | Parámetros climáticos promedio de La Victoria de Acentejo (1991-2021) | Parámetros climáticos promedio de La Victoria de Acentejo (1991-2021) | Parámetros climáticos promedio de La Victoria de Acentejo (1991-2021) | Parámetros climáticos promedio de La Victoria de Acentejo (1991-2021) | Parámetros climáticos promedio de La Victoria de Acentejo (1991-2021) | Parámetros climáticos promedio de La Victoria de Acentejo (1991-2021) | Parámetros climáticos promedio de La Victoria de Acentejo (1991-2021) | Parámetros climáticos promedio de La Victoria de Acentejo (1991-2021) | Parámetros climáticos promedio de La Victoria de Acentejo (1991-2021) | Parámetros climáticos promedio de La Victoria de Acentejo (1991-2021) | Parámetros climáticos promedio de La Victoria de Acentejo (1991-2021) | Parámetros climáticos promedio de La Victoria de Acentejo (1991-2021) | Parámetros climáticos promedio de La Victoria de Acentejo (1991-2021) |
| Mes                                                                   | Ene.                                                                  | Feb.                                                                  | Mar.                                                                  | Abr.                                                                  | May.                                                                  | Jun.                                                                  | Jul.                                                                  | Ago.                                                                  | Sep.                                                                  | Oct.                                                                  | Nov.                                                                  | Dic.                                                                  | Anual                                                                 |
| --------------------------------------------------------------------- | --------------------------------------------------------------------- | --------------------------------------------------------------------- | --------------------------------------------------------------------- | --------------------------------------------------------------------- | --------------------------------------------------------------------- | --------------------------------------------------------------------- | --------------------------------------------------------------------- | --------------------------------------------------------------------- | --------------------------------------------------------------------- | --------------------------------------------------------------------- | --------------------------------------------------------------------- | --------------------------------------------------------------------- | --------------------------------------------------------------------- |
| Temp. máx. media (°C)                                                 | 15.6                                                                  | 15.4                                                                  | 16.7                                                                  | 17.4                                                                  | 19                                                                    | 21.2                                                                  | 23.2                                                                  | 24                                                                    | 23.1                                                                  | 21.2                                                                  | 18.3                                                                  | 16.8                                                                  | 19.3                                                                  |
| Temp. media (°C)                                                      | 13.6                                                                  | 13.2                                                                  | 14.1                                                                  | 14.8                                                                  | 16.3                                                                  | 18.2                                                                  | 20                                                                    | 20.9                                                                  | 20.2                                                                  | 18.8                                                                  | 16.3                                                                  | 14.8                                                                  | 16.8                                                                  |
| Temp. mín. media (°C)                                                 | 12                                                                    | 11.5                                                                  | 12.1                                                                  | 12.7                                                                  | 14                                                                    | 15.7                                                                  | 17.5                                                                  | 18.5                                                                  | 18                                                                    | 16.9                                                                  | 14.8                                                                  | 13.3                                                                  | 14.8                                                                  |
| Precipitación total (mm)                                              | 32                                                                    | 34                                                                    | 37                                                                    | 26                                                                    | 17                                                                    | 15                                                                    | 16                                                                    | 12                                                                    | 12                                                                    | 31                                                                    | 36                                                                    | 39                                                                    | 307                                                                   |
| Fuente: Climate-data.org                                              |                                                                       |                                                                       |                                                                       |                                                                       |                                                                       |                                                                       |                                                                       |                                                                       |                                                                       |                                                                       |                                                                       |                                                                       |                                                                       |

### Flora

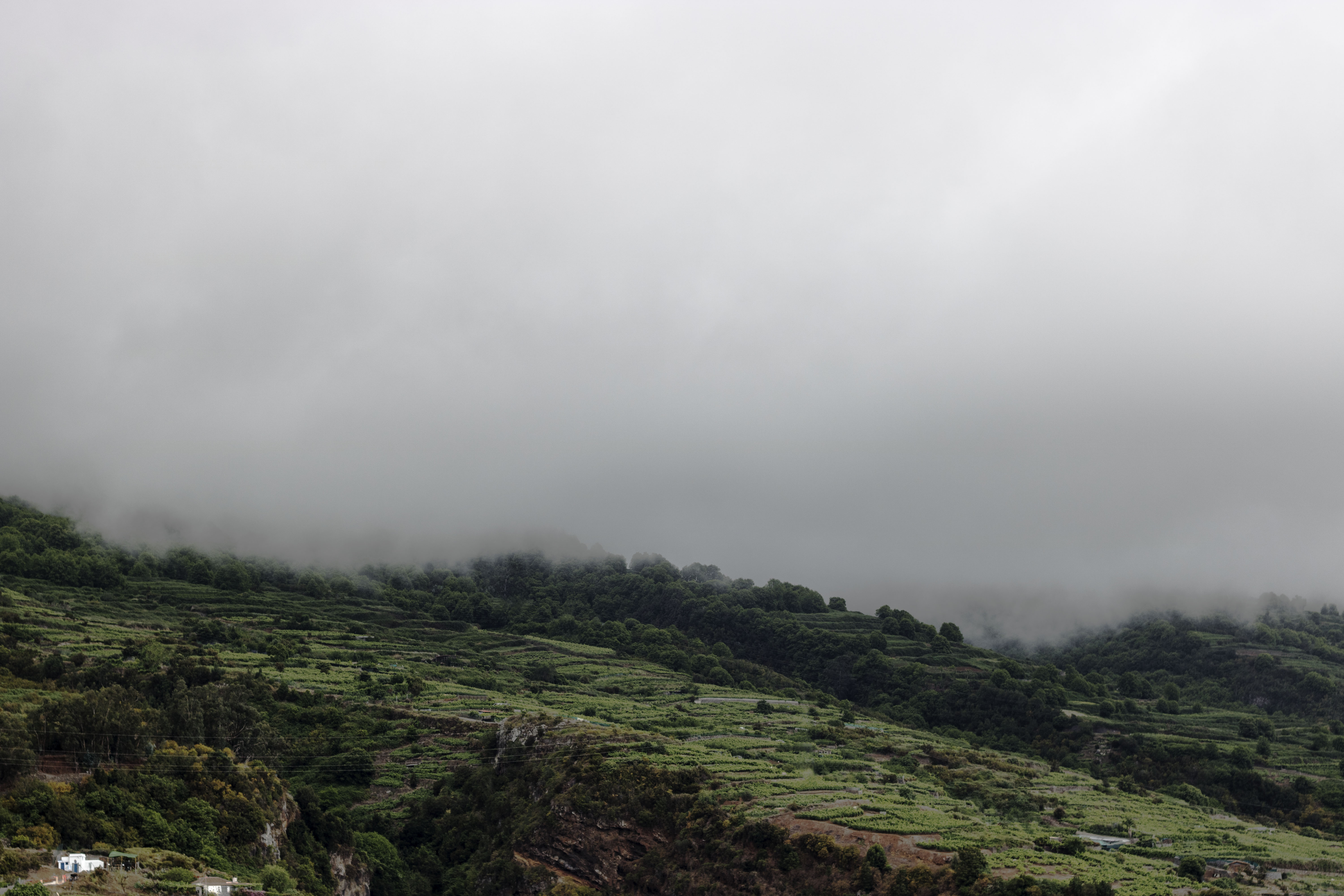
El municipio es uno de los que más extensión de monte tiene en el norte de la isla

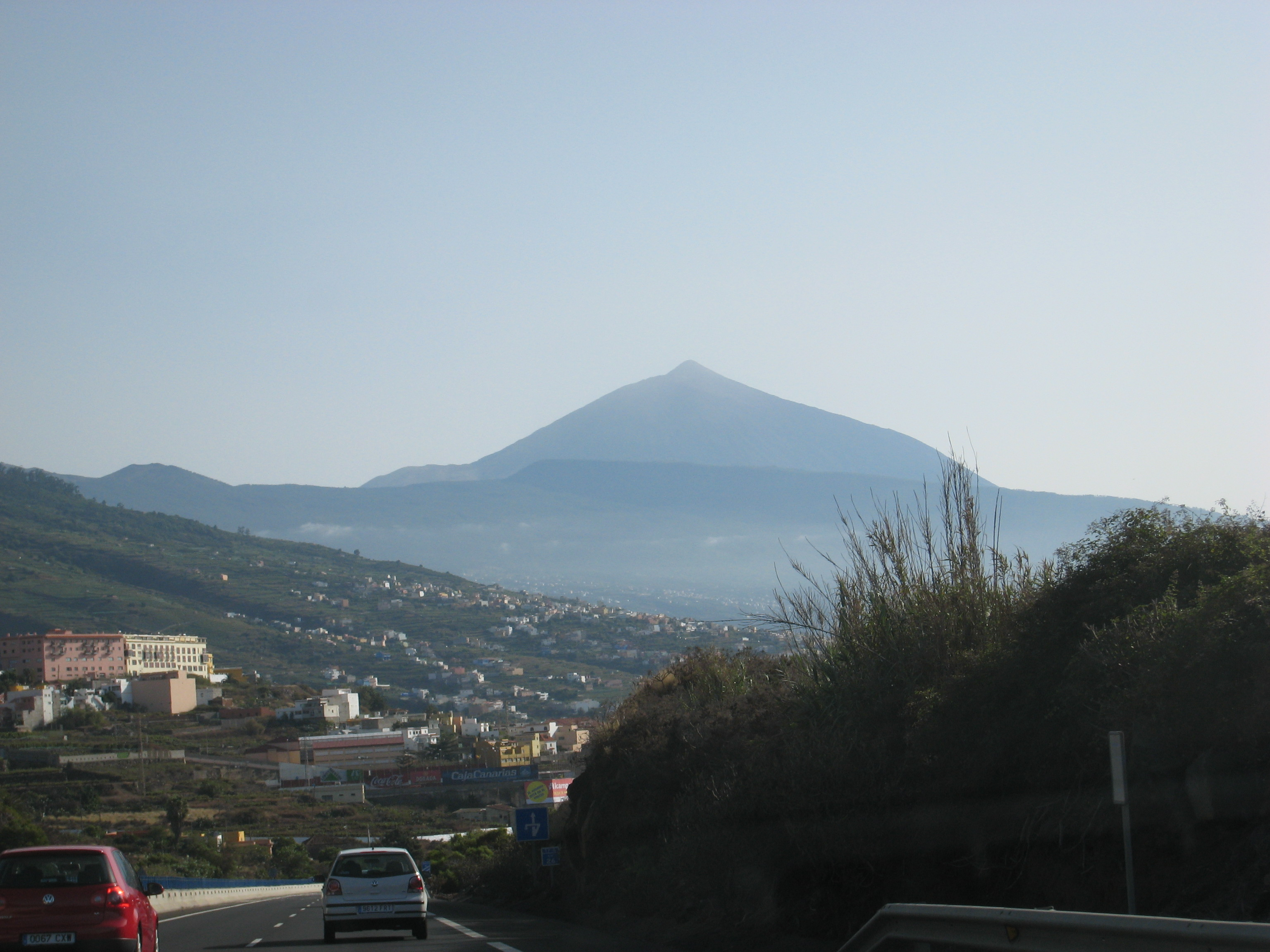
El Teide visto desde la TF-5 a la altura de La Victoria. Más allá Santa Úrsula y el valle de La Orotava

La vegetación natural de La Victoria se ha visto profundamente afectada por las actividades humanas, aun así, conserva algunos enclaves naturales. 
En los acantilados costeros perviven especies propias del litoral rocoso canario, destacando los matorrales de tomillo marino Frankenia ericifolia y lechuga de mar Astydamia latifolia, así como comunidades de gomeretas Aeonium lindleyi. En toda la franja costera y de medianías se desarrollan matorrales de sustitución dominados por el incienso Artemisia thuscula y la vinagrera Rumex lunaria, así como por las zarzas Rubus ulmifolius en los fondos de barrancos. En el cauce y riberas de los mismos se desarrollan, en cotas superiores a los 300 metros, matorrales de leña negra Rhamnus crenulata y granadillos Hypericum canariense, indicativos de los antiguos dominios de los bosques termófilos canarios. En la zona de cumbres destacan algunos enclaves de laurisilva localizados en torno al Lomo Ifonsio y en el tramo superior del barranco del Infierno, así como pequeñas superficies de monteverde seco dominado por las especies menos exigentes en humedad de la laurisilva canaria —mocanes, palo blancos, madroños y barbusanos—. También abunda el fayal-brezal y las plantaciones de eucalipto Eucalyptus ssp., castaño Castanea sativa y pino insigne Pinus radiata, aunque la mayor parte del área forestal está compuesta por repoblaciones de pino canario Pinus canariensis.
La superficie forestal de la comarca ocupa unas 3.400 hectáreas y se ha visto reducida históricamente a causa de la utilización de la madera en la construcción de viviendas y canales, en la obtención de horquetas para la viña, carbón para los hogares y combustible para los ingenios azucareros en la época posterior de la conquista. También por las talas para la ampliación de las tierras de cultivo.[cita requerida]

### Fauna[18]
La forman anfibios, aves, mamíferos y reptiles
Anfibios: Rana común (Pelophylax perezi) y ranita meridional (Hyla meridionalis)
Aves: Bisbita caminero (Anthus berthelotii), canario silvestre (Serinus canaria), mina común (Acridotheres tristis), pardela cenicienta o grande (Calonectris diomedea), pardela chica (Puffinus assimilis), perdiz moruna (Alectoris barbara), petrel de Bulwer (Bulweria bulwerii), abubilla (Upupa epops), búho chico (Asio otus), busardo ratonero (ratonero común) (Buteo buteo), cernícalo, vulgar (Falco tinnunculus), codorniz común (Coturnix coturnix), cuervo (Corvus corax), curruca cabecinegra (Sylvia melanocephala), curruca capirotada (Sylvia atricapilla), curruca tomillera (Sylvia conspicillata), gavilán común (Accipiter nisus), gorrión moruno (Passer hispaniolensis), halcón tagarote (Falco pelegrinoides), herrerillo común (Parus caeruleus), jilguero (Carduelis carduelis), lavandera cascadeña (Motacilla cinerea), lechuza común (Tyto alba), mirlo común (Turdus merula), mosquitero de Canarias (Phylloscopus canariensis), paloma doméstica (Columba livia), paloma rabiche (Columba junoniae), paloma turqué (Columba bollii), pardillo común (Carduelis cannabina), chocha perdiz o gallinuela (Scolopax rusticola), petirrojo europeo (Erithacus rubecula), pico picapinos (Dendrocopos major), pinzón azul (Fringilla teydea), pinzón vulgar (Fringilla coelebs), reyezuelo de Tenerife (Regulus teneriffae), tórtola (Streptopelia risoria), tórtola europea (Streptopelia turtur), tórtola turca (Streptopelia decaocto), triguero (Emberiza calandra), vencejo unicolor (Apus unicolor), verdecillo (Serinus serinus) y el verderón europeo o verderón común (Carduelis chloris)
Mamíferos: Conejo común (Oryctolagus cuniculus), erizo moruno (Atelerix algirus), murciélago de bosque (Barbastella barbastellus), murciélago de Madeira (Pipistrellus maderensis), murciélago orejudo canario (Plecotus teneriffae), murciélago rabudo (Tadarida teniotis), nóctulo pequeño (Nyctalus leisleri), musarañita o musgaño enano (Suncus etruscus) y el ratón casero (Mus musculus)
Reptiles: Lagarto de Canarias o lagarto tizón (Gallotia galloti) y el pelenquén o salamandra (Tarentola delalandii)

### Espacios protegidos
En el término municipal se sitúa superficie de los espacios naturales protegidos catalogados como paisajes protegidos de Las Lagunetas y Costa de Acentejo, así como parte de la Reserva Natural Especial de Las Palomas.
La superficie de Las Lagunetas y de Las Palomas también está declarada como Zona Especial de Conservación y Zona de Especial Protección para las Aves incluidas en la Red Natura 2000.
La Victoria cuenta además con los Montes de Utilidad Pública denominados Monte de la Victoria y Cumbres de La Victoria.

## Historia

### Etapa guanche: antes del sigloxv
La zona donde se asienta el municipio está habitada desde época guanche, habiendo pertenecido al reino o menceyato de Taoro, aunque algunos autores consideran que formaba parte del de Tacoronte.
Por los hallazgos arqueológicos se sabe que la población se concentraba en las cuevas naturales de los barrancos y acantilados costeros. Asimismo, se ha calculado en unos 2500 el número de habitantes en el momento de la conquista, con una esperanza de vida al nacimiento de 29 años. Los guanches de Taoro, de economía básicamente ganadera aunque con gran aporte vegetal en su dieta, practicaban una trashumancia estacional, correspondiéndole un área pastoril en las cumbres de la isla para pastos de verano.
Taoro era considerado el más poderoso de la isla, ejerciendo de primus inter pares ante el resto y teniendo su mencey consideración de Gran Rey.

### Conquista y colonización europeas: siglosxvyxvi

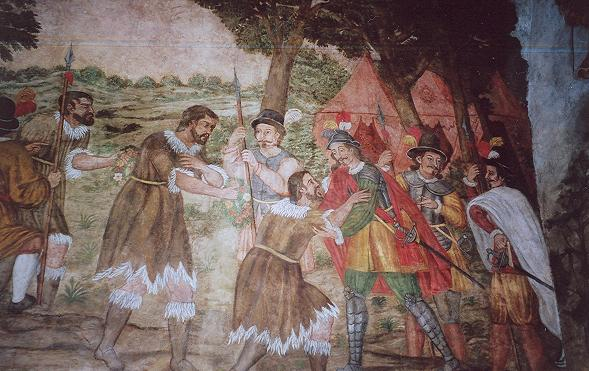
Rendición guanche ante Fernández de Lugo, tras la derrota de Acentejo

Durante la conquista de la isla, y después de la victoria castellana en la batalla de la Laguna y de resolver los problemas de avituallamiento, las tropas conquistadoras avanzaron hacia el reino de Taoro para someter definitivamente a los guanches. Llegados a Acentejo, los conquistadores acampan y emprenden batidas por Taoro en una de las cuales toman a un guanche como prisionero. Este les informa de los planes del mencey Bentor para atacarles por dos puntos. El 25 de diciembre de 1495 los guanches atacan tal y como se creía, estando perfectamente prevenidos y organizados los conquistadores, infligen una importante derrota a los guanches, que quedan sumamente debilitados.
El capitán de la conquista, Alonso Fernández de Lugo, hace construir en agradecimiento por la victoria lograda una precaria ermita dedicada a Nuestra Señora de la Victoria, siendo utilizada la rama de un pino próximo como campanario. La ermita es sustituida por un templo más sólido en 1537, desarrollándose el primitivo núcleo poblacional en torno a la misma. En 1578 se eleva a la categoría de parroquia la ermita, siendo segregada su feligresía de la matriz de San Pedro Apóstol de El Sauzal. Por estas fechas comienza a contar asimismo con alcalde real propio.

### Antiguo Régimen: siglosxviiyxviii
En 1676 Juan Núñez de la Peña describe el lugar así:

CENTEJO. Este lugar de Centejo, que por otro nombre se dize de la Victoria, está media legua de la Matança, y dos leguas de la Ciudad; tiene buena Iglesia con su Cura y Alcalde; tiene muchas viñas; la Parroquia es de nuestra Señora de la Victoria.
Juan Núñez de la Peña, 1676.

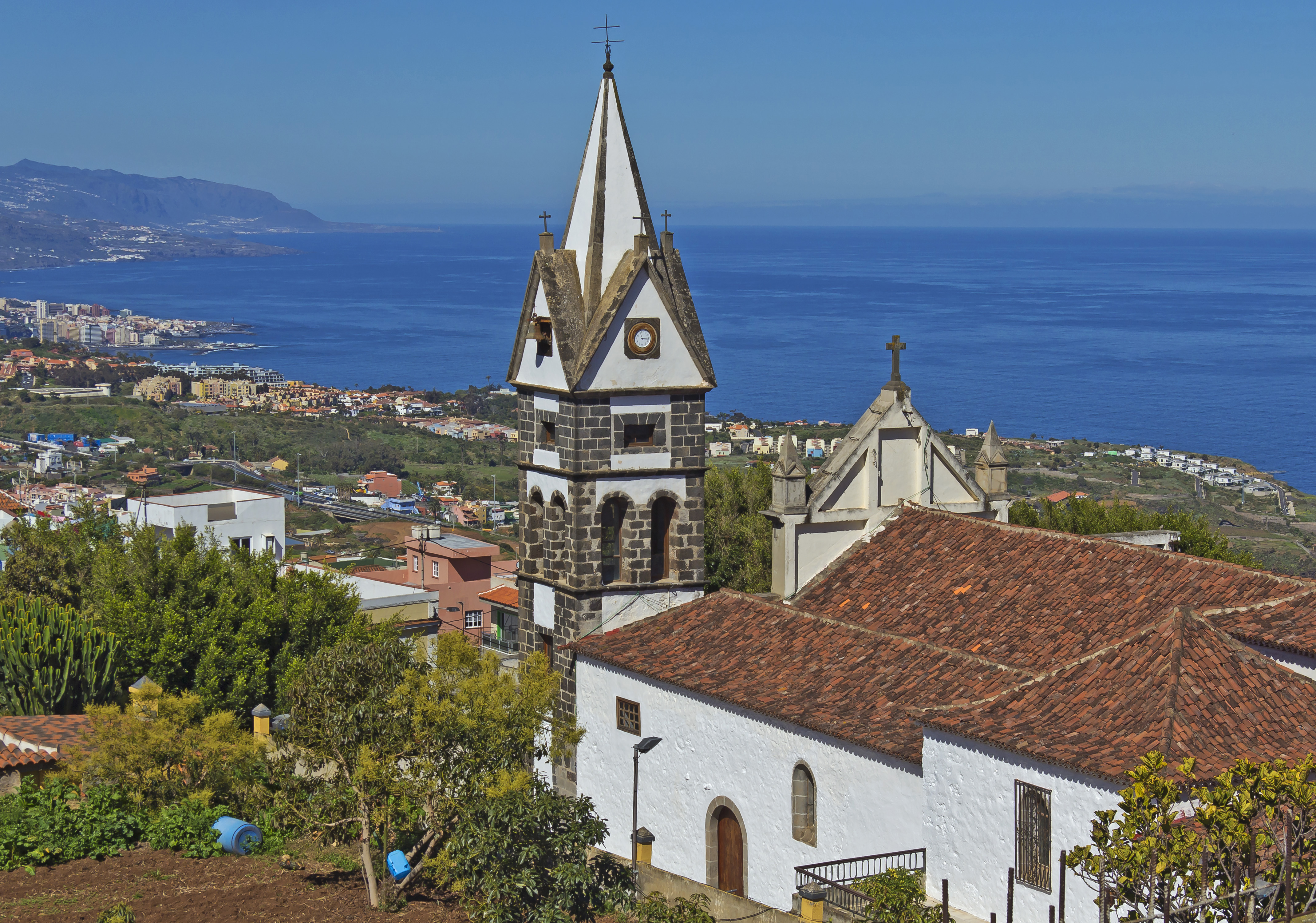
Iglesia de Nuestra Señora de la Encarnación

En 1768 se crean las primeras Juntas o «ayuntamientos» de los lugares formadas por el alcalde real y los cargos públicos de síndico personero, diputado del común y fiel de fechos, creados por las reformas administrativas del rey Carlos III. Estos oficios eran elegidos por los propios vecinos mediante sufragio censitario.
El historiador tinerfeño José de Viera y Clavijo dice de La Victoria a finales del siglo xviii:

VICTORIA. También está en el término de Acentejo, y se llama así por la que consiguieron nuestros españoles de los guanches, en otra acción. Es terreno de viñas y frutales. Dista de La Matanza media legua y 3 de La Laguna. Es la parroquia de 3 naves con cura provisión del obispo. Las casas están muy dispersas. Compónese la jurisdicción de 1.575 personas, de ellas algunas en los pagos de Malpaís, Guía, Los Cercados, La Calle, Arroyos, Tanque, La Asomada, Santo Domingo, etc. Tiene 3 ermitas.
José de Viera y Clavijo, 1772-1773.

### Etapa moderna: siglosXIXyXX
La Victoria se formó como municipio en 1813 gracias a la nueva organización municipal surgida de la Constitución de Cádiz. Tras la alternancia entre períodos constitucionales y absolutistas de principios de siglo, el municipio se consolida definitivamente en 1836 cuando se le dota de poder económico.
Pascual Madoz describe La Victoria en su Diccionario de la siguiente manera:

VICTORIA (LA). Lugar con ayuntamiento en la isla y diócesis de Tenerife, (...), partido judicial de la Laguna, de cuyo punto (...), dista 3 leguas, á la capital de la provincia, Sta. Cruz de Tenerife, (...) 5 leguas (...). SITUACIÓN; en la costa setentrional de la isla, en el término de Acentejo y en un hermoso llano, rodeado de viñas y huertas; es de CLIMA apacible y templado, no conociéndose otras enfermedades que las estacionales. Tiene unas 400 CASAS pequeñas y de mal gusto formando calles, y sobre 400 dispersas, que constituyen los pagos de Malpais, Guia, Tanque, Arroyos, los Cercados, Calle, Asomada, en la que se halla la ermita de Sto. Domingo; hay una fuente de agua de escelente calidad, de la cual se surten los vecinos para sus usos domésticos; el ayuntamiento se reúne á celebrar sus sesiones en una casa que tiene alquilada al efecto. La iglesia parroquial de entrada (Ntra. Sra. de los Angeles) está servida por un párroco, 2 presbíteros, sacristán, sochantre, organista y 2 monaguillos; habiendo otra ermita además de la de Sto. Domingo, ambas auxiliares de la parrouia. Confina el TERMINO con la jurisdicción de Sta. Úrsula, la Matanza, con el mar, y con las montañas de las Cañadas; el TERRENO, aunque de secano, en general es de buena calidad, hallándose en él algunas plantaciones de viñedo y árboles frutales; CAMINOS el que dirige á la Laguna es bastaute llano y bien cuidado, pero la otra parte del mismo que conduce á la Orotava, es malo y cortado de barrancos; la CORRESPONDENCIA se recibe por baligero del primero de aquellos puntos; PRODUCCIÓN: trigo, centeno, patatas, legumbres, vino y frutas, cuyas dos últimas especies son las mas abundantes, se cria ganado lanar, y de cerda, y se mantiene el de labor preciso para el cultivo de la agricultura; hay caza de conejos, perdices, codornices y palomas. INDUSTRIA y COMERCIO: la primera consiste en algunos telares de lienzos caseros, como en casi todos los pueblos de la isla, y en la agricultura que es la principal riqueza, y el segundo en la esportacion de los frutos sobrantes, y especialmente vino, á la ciudad de la Laguna. El dia de la patrona de la villa se reúnen los habitantes de los pueblos contiguos, y se venden en ella los frutos del país y algún ganado; lo que se considera como una especie de feria. POBLACIÓN: 444 vecinos, 4.878 almas (...). La etimología del nombre de esta población, data de una victoria alcanzada por las tropas españolas contra los Guanches.
Pascual Madoz, 1850.

El 20 de diciembre de 1899 se le concede por Real Decreto el título de villa a La Victoria, gracias a las gestiones del párroco de aquel entonces Norberto Pérez Díaz.
En 1922 se instaló el primer teléfono gracias al entonces presidente del Cabildo de Tenerife Domingo Salazar y Cólogan. En 1932, Manuel Pérez instala definitivamente la luz eléctrica en el pueblo.

### SigloXXI
En el año 2003 se produce el hermanamiento oficial entre La Victoria y la ciudad de Taguasco.[cita requerida]
El 3 de abril de 2014 el Gobierno de Canarias le concede el título de Histórica a la villa de La Victoria.

## Demografía
La Victoria de Acentejo cuenta con una población de 9313 habitantes (INE 2024).
| Gráfica de evolución demográfica de La Victoria de Acentejo entre 1842 y 2024 |
| |
| Población de derecho según los censos de población del INE Población de hecho según los censos de población del INEEn estos Censos se denominaba Victoria: 1842, 1857 y 1860 En este Censo se denominaba Victoria o La Victoria: 1877 En estos censos se denominaba La Victoria: 1887, 1897, 1900 y 1910 |

A 1 de enero de 2015 La Victoria de Acentejo tenía un total de 9026 habitantes, ocupando el 19.º puesto en número de habitantes de la isla de Tenerife y el 21.º de la provincia de Santa Cruz de Tenerife.
La población relativa era de 491,61 hab./km².
Del análisis de la pirámide de población se deduce que:
- La población comprendida entre 0 y 14 años era el 14% del total;
- la población entre 15 y 64 años se correspondía con el 70%;
- y la población mayor de 65 años era el 16% restante.

Por sexos contaba con 4519 hombres y 4507 mujeres.
En cuanto al lugar de nacimiento, el 89% de los habitantes del municipio eran nacidos en Canarias, de los cuales el 64% había nacido en otro municipio de la isla, el 35% en el propio municipio y un 1% procedía de otra isla del archipiélago. El resto de la población la componía un 2% de nacidos en el resto de España y un 9% de nacidos en el Extranjero, de los cuales el 60% era originario de América y un 37% del resto de Europa.
| Entidad singular                            | Habitantes |
| ------------------------------------------- | ---------- |
| Los Altos-Arroyos                           | 1408       |
| Bajos y Tagoro                              | 3309       |
| La Resbala                                  | 890        |
| La Vera-Carril                              | 919        |
| La Victoria de Acentejo (capital municipal) | 2500       |
| Total                                       | 9026       |

## Economía

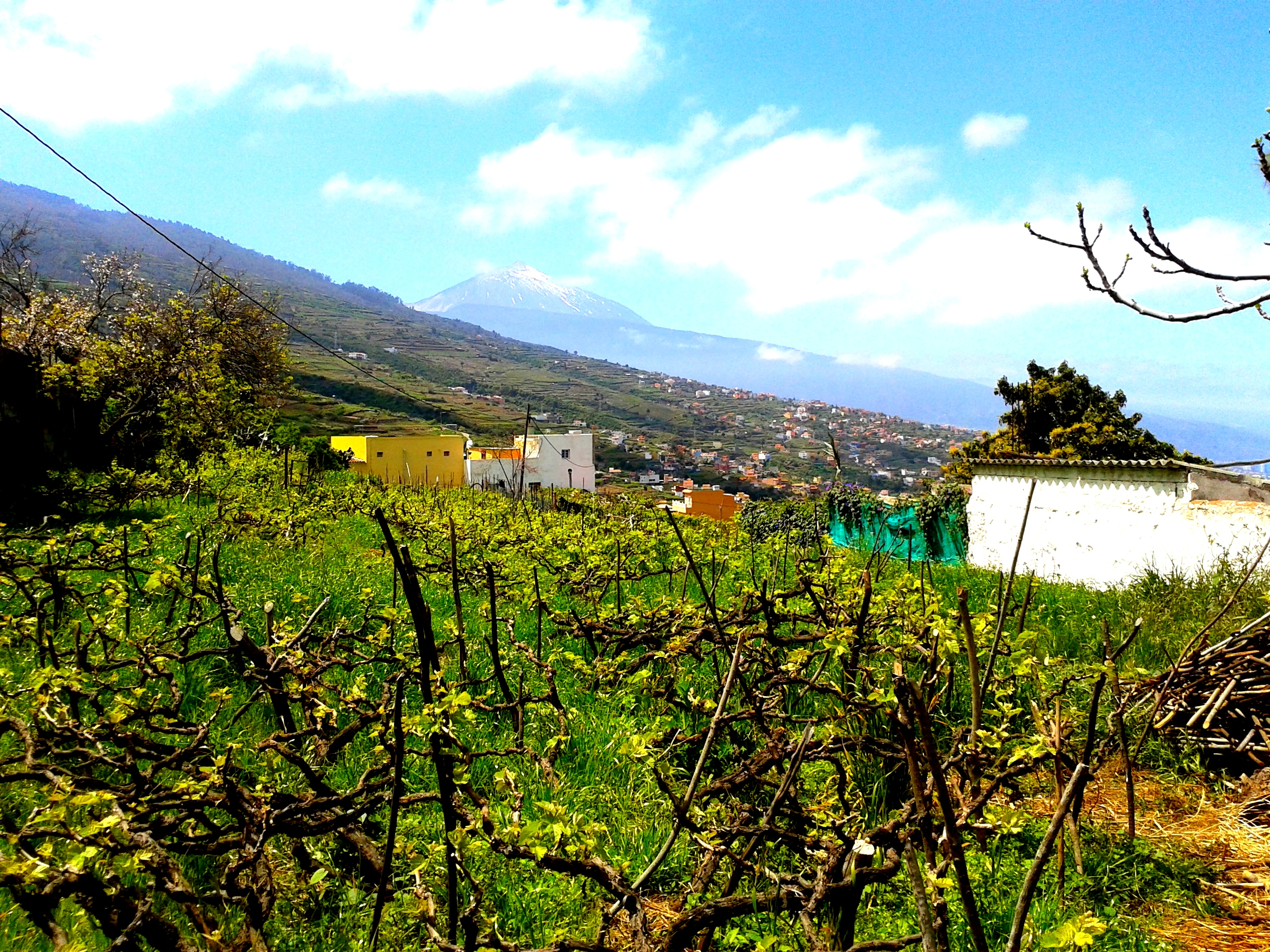
Plantación de vides en el municipio

Durante siglos la agricultura y la ganadería fueron la base económica del municipio. SIn embargo, La Victoria participó de las crisis de los cultivos centrales de exportación, el fenómeno de la emigración y la terciarización de su economía a raíz del boom turístico de la década de 1960.
Aunque se conserva la agricultura, con la asociación viña-papas, es el subsector de los servicios el que acapara la mayoría de los activos laborales del municipio. Asimismo, la construcción ha desempeñado durante muchos años un papel fundamental en la economía local.

### Presupuestos municipales
La evolución de los presupuestos municipales reflejados en fuentes oficiales es la siguiente:
| Año  | Presupuesto (€) | Variación anual |
| ---- | --------------- | --------------- |
| 2022 | 8 678 409,65 €  | –               |
| 2023 | 9 656 189,64 €  | + 11,27 %       |
| 2024 | 10 759 331,53 € | + 11,42 %       |
| 2025 | 11 103 301,26 € | + 3,19 %        |

#### Evolución de la deuda viva
El concepto de deuda viva contempla sólo las deudas con cajas y bancos relativas a créditos financieros, valores de renta fija y préstamos o créditos transferidos a terceros, excluyéndose, por tanto, la deuda comercial.
| Gráfica de evolución de la deuda viva del Ayuntamiento entre 2008 y 2017                             |
| |
| Deuda viva del ayuntamiento en miles de Euros según datos del Ministerio de Hacienda y Ad. Públicas. |

#### Agricultura y ganadería
En La Victoria la agricultura es principalmente de secano, con diversos cultivos de subsistencia y que se realiza a tiempo parcial. Entre los productos que se cultivan cabe destacar: castaños, manzanos, papas, viñas y, antiguamente, cereales. 
La producción vinícola se incluye en la comarca vitivinícola y Denominación de Origen Tacoronte-Acentejo.
Por otra parte, la agricultura de regadío, de exportación, se ubica en las zonas bajas de costa, destacando la superficie dedicada al plátano.[cita requerida]
La ganadería ha ido descendiendo conforme la superficie dedicada al cultivo de cereales ha ido reduciéndose. Actualmente en el municipio hay algunas vacas y cabras.[cita requerida]

#### Artesanía
La tradición artesana pervive en esta localidad en la alfarería y en la elaboración de sillas victorieras.
La Victoria es un importante foco tradicional de alfarería hecha por mujeres, casi desaparecida en el último cuarto del siglo XX y luego recuperada. En la memoria del pueblo han quedado los nombres de familias de «loceras» como Adela Hernández González y sus hijas Rufina, Lidia y Nieves; María Mariano, Nieves González o la familia Guillama. Y ya en el siglo XXI, además del taller de alfarería tradicional del Centro Cultural La Resbala, citar a María Rosario Hernández Padrón o la ceramista Fidelina Guitiérrez.

## Administración y política

### Gobierno municipal
La Victoria de Acentejo está regida por su Ayuntamiento, formado por trece concejales.
| Periodo   | Nombre                       | Partido | Partido                                       |
| --------- | ---------------------------- | ------- | --------------------------------------------- |
| 1979-1983 | Alfonso Fernández García     |         | Unión para el Progreso de La Victoria (AUEPV) |
| 1983-1991 | Alfonso Fernández García     |         | Agrupación Tinerfeña de Independientes (ATI)  |
| 1991-1995 | María Luz Goya Pérez         |         | Partido Popular (PP)                          |
| 1995-1996 | Manuel Jesús Correa Afonso   |         | Partido Socialista Obrero Español (PSOE)      |
| 1996-1998 | María Luz Goya Pérez         |         | Partido Popular (PP)                          |
| 1998-1999 | Alfonso Fernández García     |         | Coalición Canaria (CC)                        |
| 1999-1999 | Francisco Gutiérrez Flores   |         | Coalición Canaria (CC)                        |
| 1999-2011 | Manuel Jesús Correa Afonso   |         | Partido Socialista Obrero Español (PSOE)      |
| 2011-2015 | José Haroldo Martín González |         | Coalición Canaria (CC)                        |
| 2015-2016 | José Fermín Correa Martín    |         | Partido Popular (PP)                          |
| 2016-2019 | José Haroldo Martín González |         | Coalición Canaria (CC)                        |
| 2019-act. | Juan Antonio García Abreu    |         | Partido Socialista Obrero Español (PSOE)      |

| Partido político | Partido político                             | 1979   | 1983   | 1987   | 1991   | 1995   | 1999   | 2003   | 2007   | 2011   | 2015   | 2019   | 2023   |
| Partido político | Partido político                             | Ediles | Ediles | Ediles | Ediles | Ediles | Ediles | Ediles | Ediles | Ediles | Ediles | Ediles | Ediles |
|                  | Unión para el progreso de La Victoria        | 8      |        |        |        |        |        |        |        |        |        |        |        |
|                  | Agrupación Tinerfeña de Independientes (ATI) |        | 9      | 9      | 6      | 5      |        |        |        |        |        |        |        |
|                  | Coalición Canaria (CC)                       |        |        |        |        |        | 1      | 4      | 5      | 5      | 6      | 4      | 3      |
|                  | Alianza Popular (AP)-Partido Popular (PP)    |        | 3      | 0      | 2      | 5      | 2      | 0      | 1      | 2      | 2      | 2      | 1      |
|                  | Partido Socialista Obrero Español (PSOE)     |        | 1      | 4      | 5      | 3      | 10     | 9      | 7      | 6      | 5      | 7      | 9      |
|                  | Unión de Centro Democrático (UCD)            | 5      |        |        |        |        |        |        |        |        |        |        |        |

#### Acuerdos de investidura o coaliciones de gobierno
| Mandato   | Partidos implicados | Concejales |
| --------- | ------------------- | ---------- |
| 1991-1995 | PP-PSOE             | 7/13       |
| 1995-1996 | PP-PSOE             | 8/13       |
| 1996-1999 | CC-PP               | 10/13      |
| 2011-2015 | CC-PP               | 7/13       |
| 2015-2016 | PP-PSOE             | 7/13       |
| 2016-2019 | CC-PP               | 7/13       |

### Organización territorial
Casi toda la extensión municipal forma parte de la Comarca de Acentejo, a excepción de su superficie incluida en el paisaje protegido de Las Lagunetas y en la reserva natural especial de Las Palomas, que forma parte de la Comarca del Macizo Central.
La Victoria se encuentra asimismo incluida en las Mancomunidades del Norte y Nordeste de Tenerife.
El municipio se halla dividido en cinco entidades singulares de población:
| Entidad singular                            |
| ------------------------------------------- |
| Los Altos-Arroyos                           |
| Bajos y Tagoro                              |
| La Resbala                                  |
| La Vera-Carril                              |
| La Victoria de Acentejo (capital municipal) |
| Total                                       |

## Servicios

### Educación
La Victoria de Acentejo cuenta en la actualidad con seis centros educativos. El primer centro en la historia de la Villa fue el CEO Príncipe Felipe, ubicado en la zona centro-alta de La Victoria.
Además el municipio cuenta desde hace décadas con una Biblioteca Municipal, ubicada en un edificio histórico del pueblo y que sirve de lugar de estudio., así como varios centros culturales situados en los distintos barrios que forman La Victoria de Acentejo.

### Sanidad
La Concejalía de Sanidad del municipio tiene como objetivo impulsar y desarrollar la prevención y la promoción de la salud, lo que significa: “Construir una política pública sanitaria, crear un medio ambiente favorable, fortalecer la acción comunitaria, desarrollar las aptitudes personales y reorientar los servicios sanitarios” (Carta Internacional de Ottawa de 1986).
Todo esto está vinculado al factor medioambiental, en la medida en que el entorno tiene gran importancia para el estado de salud de la población. Por eso, también se realiza un seguimiento de los servicios e infraestructuras sanitarias de la localidad con el fin de satisfacer las necesidades de la población.

### Comunicaciones

#### Carreteras
Al municipio se accede principalmente por la Autopista del Norte TF-5 y por la Carretera TF-217 de La Matanza a Puerto de la Cruz.

#### Transporte público
El municipio cuenta con dos paradas de taxis en la calle de Tanque Ánimas, en el casco de la villa, mientras que los servicios de transporte regular en autobús —guagua— los cubre la empresa Transportes Interurbanos de Tenerife, S.A.U. (TITSA) mediante las siguientes líneas:
| Línea | Trayecto                                                   | Recorrido                                                         |
| ----- | ---------------------------------------------------------- | ----------------------------------------------------------------- |
| 062   | La Laguna - La Orotava (por la Comarca de Acentejo)        | Horario/Línea                                                     |
| 101   | Santa Cruz - Puerto de la Cruz (por Carretera General)     | Horario/Línea                                                     |
| 102   | Santa Cruz - Aeropuerto Norte - Puerto de la Cruz (exprés) | Horario/Línea                                                     |
| 107   | Santa Cruz - Buenavista (por Aeropuerto Norte)             | Horario/Línea                                                     |
| 108   | Santa Cruz - Icod de los Vinos (por Aeropuerto Norte)      | Horario/Línea                                                     |
| 310   | La Orotava - Universidad - Hospitales                      | Horario/Línea Archivado el 2 de junio de 2016 en Wayback Machine. |

#### Caminos
Por el municipio pasan algunos tramos de caminos homologados en la Red de Senderos de Tenerife:
- GR 131 Anaga - Chasna
- PR-TF 25 Las Raíces - Acentejo
- PR-TF 25.2 Las Raíces - Acentejo (Enlace La Victoria)

## Cultura

### Patrimonio

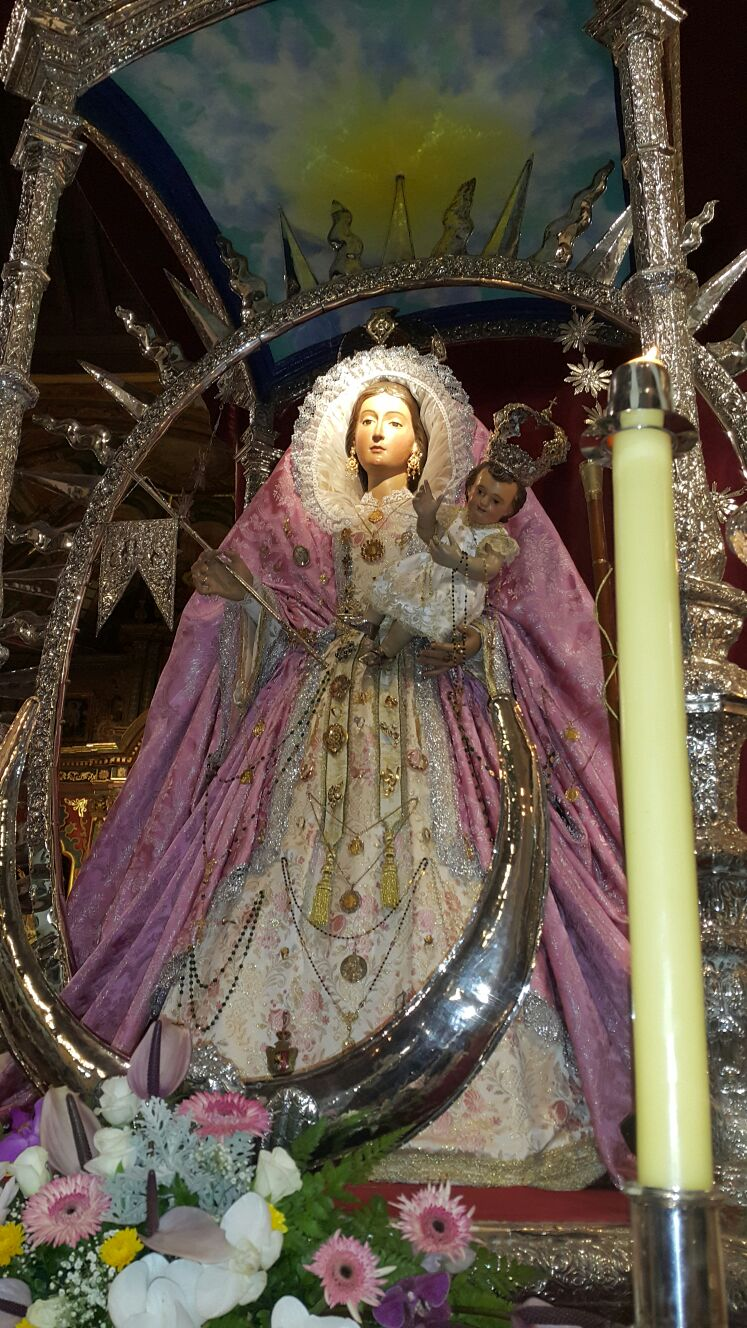
Nuestra Señora de la Encarnación

El municipio cuenta con dos Bienes de Interés Cultural: la Iglesia de Ntra. Sra. de la Encarnación, declarada Monumento en 1986; y el Barranco de Acentejo, compartido con el municipio de La Matanza y declarado Sitio Histórico en 2007.
Otros lugares de valor patrimonial son el ex-convento y ermita de Santo Domingo, del siglo XVII, la ermita de San Juan Bautista, del siglo XVIII, la casa señorial del Deán Calzadilla o el Puente de Hierro, inaugurado en 1909 y que une los pueblos de La Victoria y Santa Úrsula salvando el Barranco Hondo.

#### Iglesia Nuestra Señora de la Encarnación

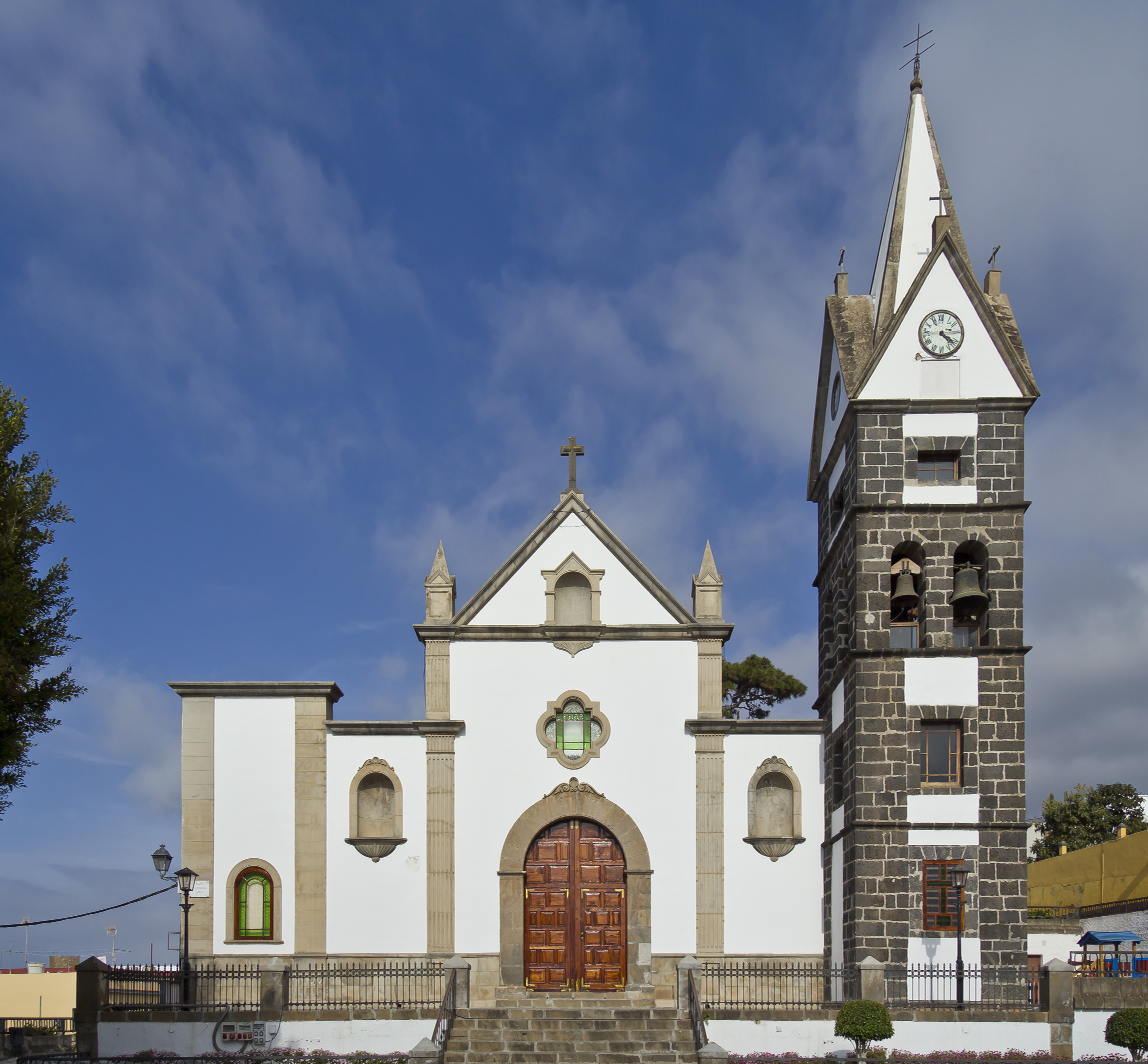
Iglesia de Nuestra Señora de la Encarnación, Bien de Interés Cultural

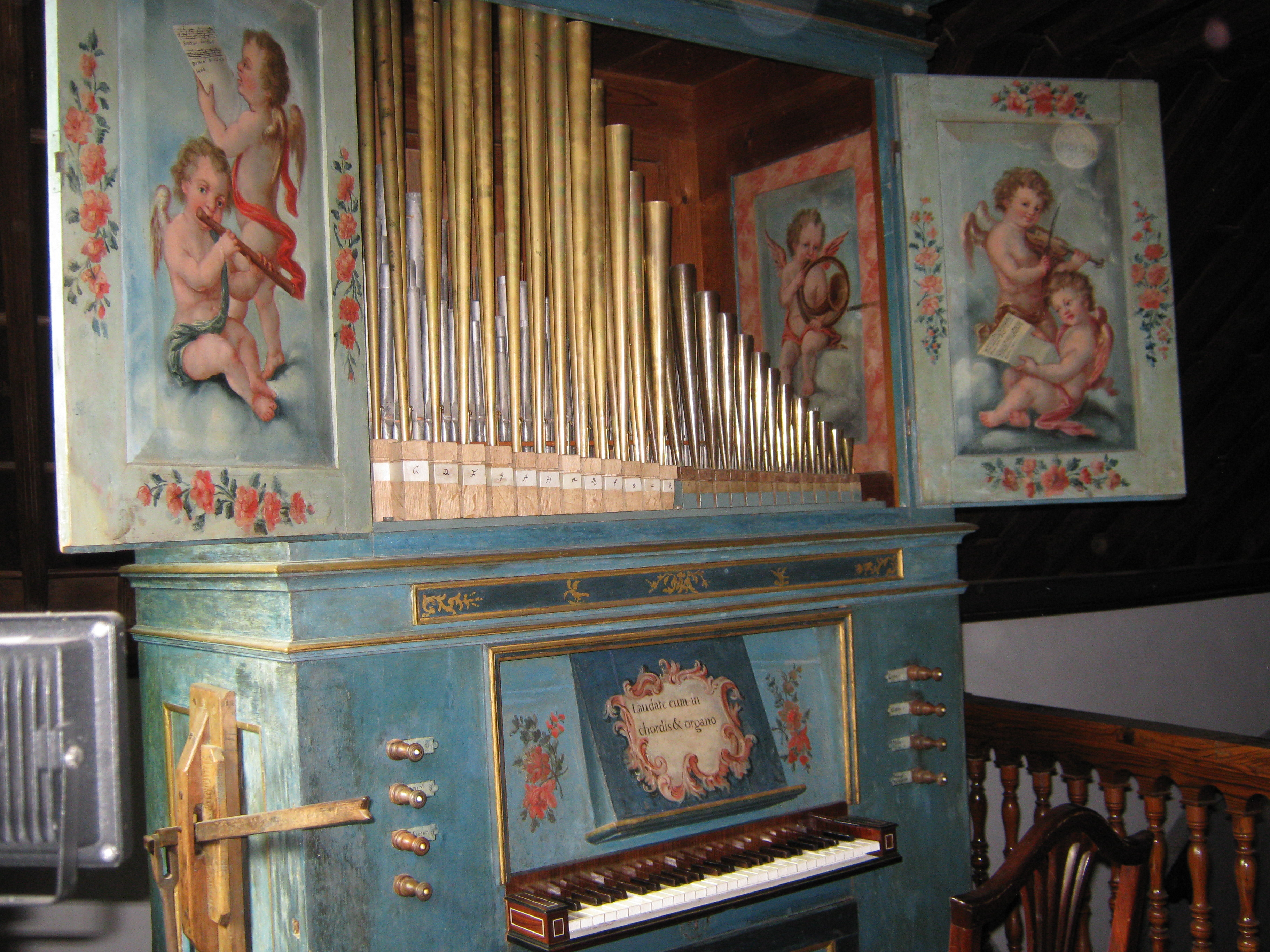
Órgano de la Iglesia, con siglos de antigüedad

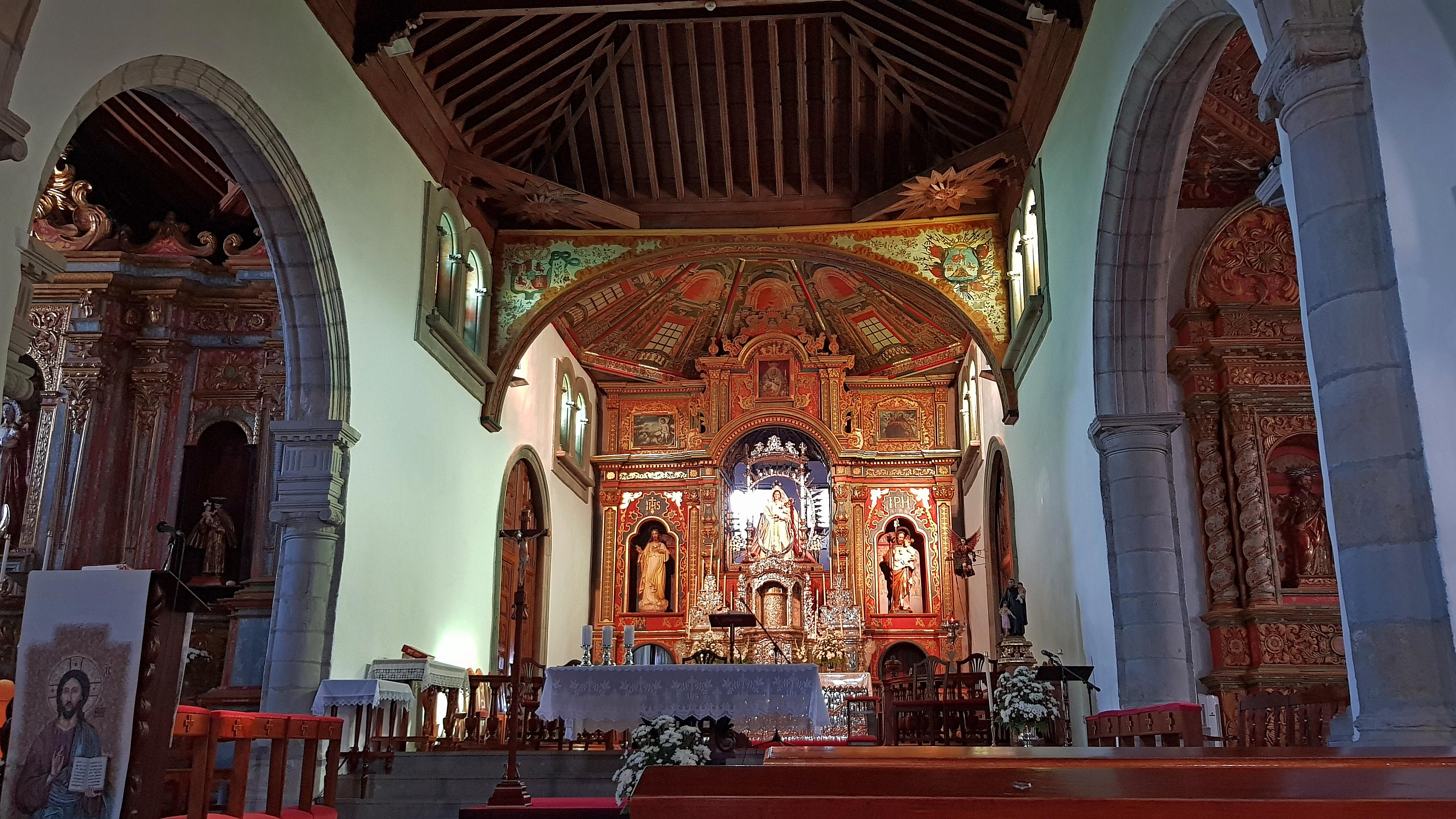
Altar Mayor de la Iglesia de Nuestra Señora de la Encarnación

Una de las características por las que se conoce popularmente a La Victoria de Acentejo es por el patrimonio religioso que posee. Tallas como San Juan Evangelista o San Roque, San Pedro o la virgen del Carmen y Nuestra Señora de La Encarnación, patrona del municipio, hacen de la parroquia una de las más emblemáticas del norte de la isla. 
El templo fue edificado en 1537, por el deseo de Alonso Fernández de Lugo quien había prometido que al finalizar la batalla, fundaría un templo en aquel lugar y que el pueblo que junto a él se formara, se llamaría La Victoria. El templo sufrió un incendio en 1589, mejorándose a partir se las reconstrucciones y ampliándose en el siglo XVIII hasta adquirir su estado actual. En su interior hay un interesante artesonado de los más sobresalientes en Canarias, de estilo mudéjar y profundamente decorado. La imagen de Nuestra Señora de Los Ángeles, pertenece a la escuela italiana de finales del siglo XVI, conservando además un San Matías de origen peninsular del siglo XVII, una custodia de plata obra de Alonso Sosa (1748) y otra enviada desde Méjico (1739), una Cruz Procesional y un cuadro de Gaspar de Quevedo.
La Iglesia se encuentra localizada en el lugar donde en 1495, se produjo el enfrentamiento entre las tropas castellanos y los guanches, quienes no resistieron el avance de los conquistadores. El Pino Centenario ubicado en la parte trasera del templo, fue testigo de la derrota de los guanches y sirvió de campanario para la primera misa oficiada al término de la batalla.

#### Otros

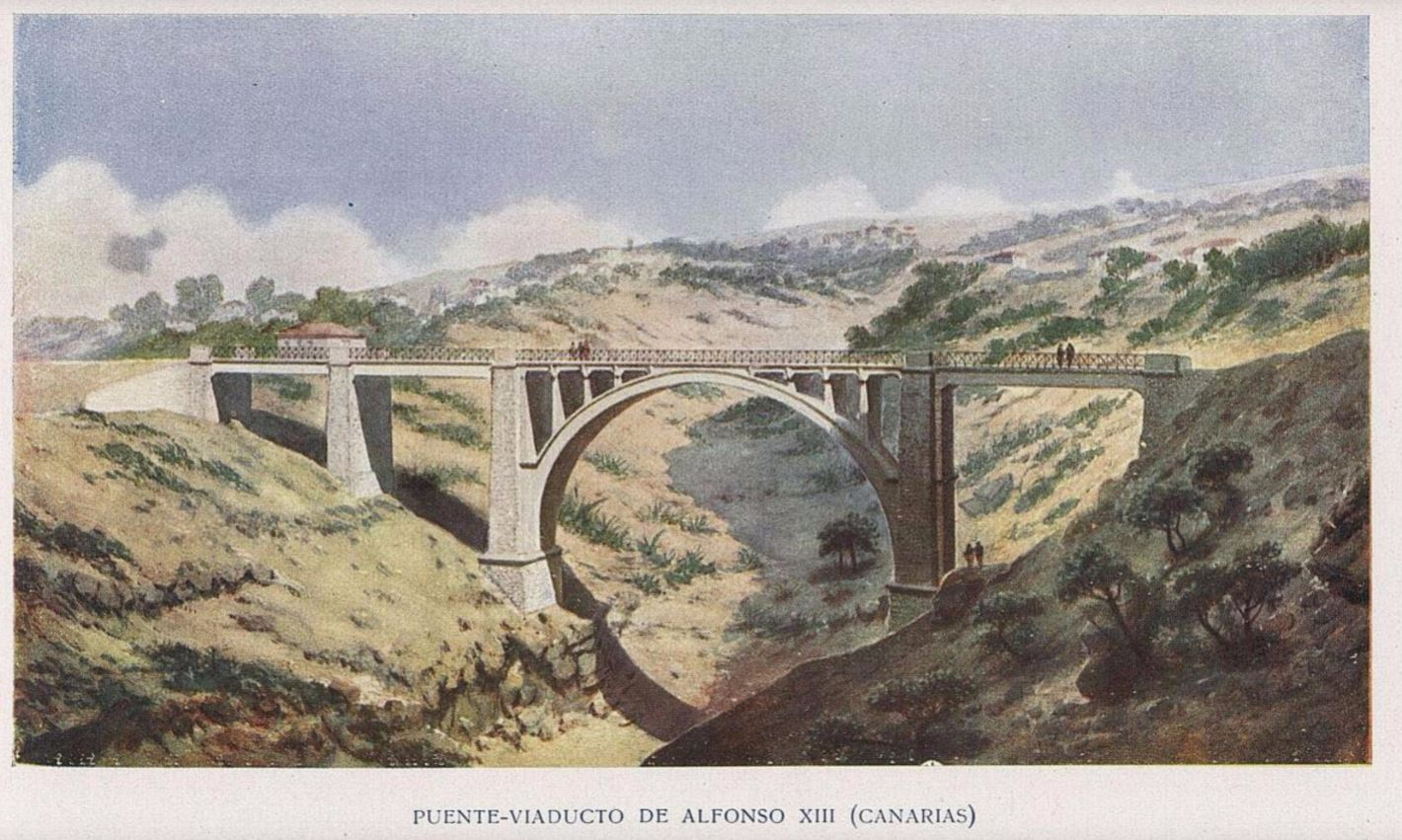
Puente de Hierro o de Alfonso XIII según dibujo del catálogo de José Eugenio Ribera

- Iglesia de Nuestra Señora de la Encarnación.
- Pino Histórico.
- Casa de la Castaña y de la Alfarería.
- Ayuntamiento de La Victoria de Acentejo.
- Exconvento y ermita de Santo Domingo.
- Paseo Párroco Nicasio Moreno.
- Caserío de Santo Domingo.
- Ermita de San Juan Bautista.
- Parque del Pinar - Don Pedro Ramos.
- Puente de Hierro o de Alfonso XIII, diseñado por José Eugenio Ribera.
- Casa del Deán Calzadilla.

### Fiestas
En el municipio se llevan a cabo diversas festividades a lo largo del año, siendo días festivos locales son el Martes de Carnaval y el 1 de septiembre, festividad de la Virgen de la Encarnación.
La más importante son las fiestas patronales, que se celebran a finales de agosto. Estos festejos atraen a gente de diferentes edades. Uno de sus eventos más destacados en los últimos años es «El Verbenazo», que tuvo su segunda edición en 2025 y ha sido un éxito, trayendo a artistas como Edwin Rivera, Tonny Tun Tun, King África, Orquesta Maquinaria, etc. Otro de los días señalados en el programa de las Fiestas Patronales es la Gala de Elección de Reina y Míster de las Fiestas, con posterior discoteca al aire libre. La Noche Atrevida es un evento de humor picante, desfile drag y diversas actuaciones. Sin duda, uno de los eventos bandera más esperados por los vecinos del pueblo y sus visitantes es la Romería en Honor a San isidro Labrador, la cual cada año suma más participantes y se mantiene viva la tradición y el espírtu fiestero del municipio. Otro festejo importante es la procesión que recorre la calle de Pérez Díaz hasta llegar a El Calvario y de vuelta a la parroquia. Hay verbena el último día de fiesta.
Feria de artesanía y de la Castaña. Cada año, el Ayuntamiento de La Victoria de Acentejo organiza en el paseo de la Iglesia una feria en la que se vende todo lo relacionado con la artesanía.[cita requerida]
Las principales fiestas del municipio son:
| Fecha                   | Lugar                   | Descripción                                                   |
| ----------------------- | ----------------------- | ------------------------------------------------------------- |
| Diciembre/enero         | Casco del municipio     | Navidad                                                       |
| 2 de febrero            | Casco del municipio     | Festividad Litúrgica de Nuestra Señora de la Candelaria       |
| Entre marzo y abril     | Todo el municipio       | Semana Santa                                                  |
| 3 de mayo               | Todo el municipio       | Día de la Cruz                                                |
| Primeros días de agosto | Barrio de Santo Domingo | Fiestas en honor a Santo Domingo y Nuestra Señora del Rosario |
| Última semana de junio  | Barrio de San Juan      | San Juan Bautista                                             |
| Agosto/septiembre       | Todo el municipio       | Nuestra Señora de la Encarnación                              |
| Septiembre              | Barrio de La Resbala    | Nuestra Señora de la Caridad del Cobre                        |
| 30 de noviembre         | Todo el municipio       | San Andrés                                                    |

### Deporte

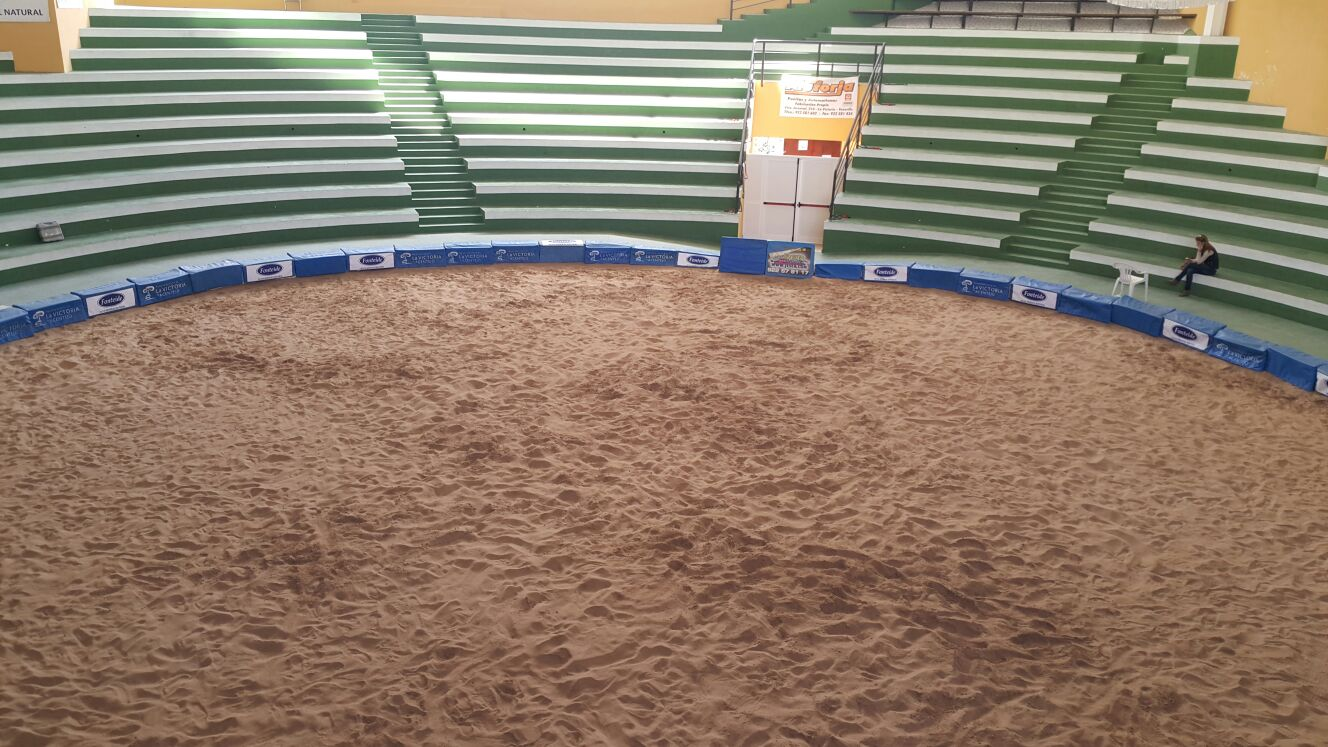
Imagen del terrero municipal de Lucha Canaria, feudo del CL Victoria

La lucha canaria es muy practicada en el municipio. El Club de Luchas Victoria es una de las entidades más representativas e históricas del deporte vernáculo en toda Canarias.
Aparte de la lucha canaria se practican otros deportes, de los cuales destaca el fútbol. El Club Atlético Victoria actualmente milita en Tercera División, después de un ascenso conseguido en la campaña 2010-2011 ante el Tenerife Sur-Ibarra en el Estadio Municipal de La Victoria. El partido finalizó con un marcador de 5-0 para los locales.
Cada año se organizan diversos torneos, cursos, talleres y escuelas municipales en las que los vecinos pueden participar.

### Religión
La población creyente de La Victoria profesa mayoritariamente la religión católica, estando bajo el patronazgo religioso de Nuestra Señora de la Encarnación de la Victoria. La feligresía se reparte en dos parroquias —Ntra. Sra. de la Encarnación y San Juan Bautista— pertenecientes al arciprestazgo de Tacoronte de la diócesis de Tenerife:
La Semana Santa en La Victoria de Acentejo es una de las más conocidas del norte de la isla, cita a la que acuden anualmente miles de personas para seguir las múltiples procesiones que recorren las principales vías del municipio.

## Personas destacadas
- Sor María Justa de Jesús (1667-1723), religiosa fanciscana y mística.

## Localidades hermanadas
- Taguasco, Cuba
- Telde, España
- Adeje, España
- Arona, España
- Hermigua, España[61]